# Soul Central
Soul Central scoorde met Strings of life begin 2005 een hit.
Het origineel is van Rythim is Rythim, een van de eerste projecten van Derrick May uit 1987. Dj Andy Ward en Paul Timothy (Wikka Men), vaste dj's van de Londense club Soul Heaven, maakten een remix van dit nummer, die eind 2004 in vele clubs gedraaid werd. Nadat zangeres Kathy Brown haar stem toevoegde aan het nummer brachten ze het uit onder de naam Soul Central. 
Hoewel het nummer een hit is zorgt het nummer onder technoliefhebbers voor de nodige wrevel. Ook Derrick May zelf is niet blij met de remake. Omdat hij niet bij machte is de release tegen te houden, geeft hij echter toch toestemming, zodat hij ook zelf nog aanspraak kan maken op een deel van de royalty's. 

## Discografie

### Singles
| Single met eventuele hitnotering(en) in de Nederlandse Top 40 | Datum van verschijnen | Datum van binnenkomst | Hoogste positie | Aantal weken | Opmerkingen                               |
| ------------------------------------------------------------- | --------------------- | --------------------- | --------------- | ------------ | ----------------------------------------- |
| Strings of life (Stronger On My Own)                          | 18-9-2004             | 19-3-2005             | 39              | 2            | met Kathy Brown / Dancesmash op Radio 538 |

- International Standard Name Identifier: 0000 0001 0727 7393
- MusicBrainz: 06d4534c-7547-41cd-aedd-f8c6e64c0c90
- Virtual International Authority File: 153235210